# Stazione di Rotterdam Blaak
Rotterdam Blaak, è una stazione ferroviaria di scambio nella città di Rotterdam, Paesi Bassi. È una stazione interrata passante a 7 binari, di cui quattro sulla linea ferroviaria Breda-Rotterdam e tre sulle linee A, B, e C della metropolitana di Rotterdam. La stazione fu aperta nel 1877 col nome di Rotterdam Beurs.